# Astra Linux
Astra Linux是俄罗斯为满足俄罗斯陆军及其他武装部队与情报机构的需求而开发的一款基于Linux的计算机操作系统。该系统通过强制访问控制提供满足俄罗斯“绝密”级机密信息的数据保护要求，并已获得俄罗斯联邦国防部、俄羅斯聯邦技術出口管制局和俄羅斯聯邦安全局的官方认证。

## 规范
该操作系统是由科技与制造企业Rusbitech创造的解决方案，用于满足2010年10月17日的俄罗斯政府法令№2299-р——该法令要求联邦当局和预算机构落实自由软件的使用。
其操作系统版本以俄罗斯和独联体的英雄城市命名。有一个代号奧廖爾（Oryol）的“通用”目的版本，用以“实现中小型企业目标”。 其他版本则是“专门用途”——用于x86-64 PC的斯摩棱斯克（Smolensk）、用于網絡設備的圖拉（Tula） 、用于ARM架構移动设备的新罗西斯克（Novorossiysk），以及用于IBM System Z大型计算机的摩爾曼斯克（Murmansk）。
Rusbitech还生产带有PCI总线的“软/硬件可信启动控制模块”MAKSIM-M1（“М643М1”）。其可以防止未经授权的访问，并提供一些其他的增强数字安全功能。除Astra Linux外，该模块也支持Linux内核2.6.x到5.xx的操作系统，以及多种Microsoft Windows操作系统。 
Astra Linux称其许可证符合俄罗斯法律与国际法律，并且“不违背GPL许可证的精神和要求”。该系统使用.deb包。 

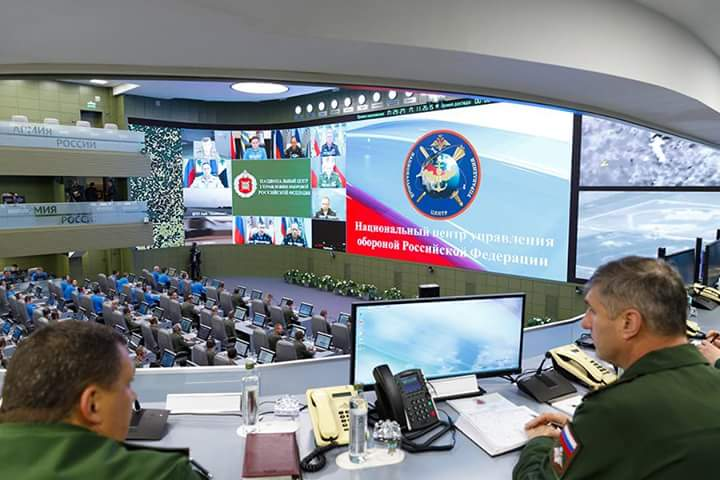
俄罗斯国防控制中心在使用Astra Linux特别版

Astra Linux是获得认可的Debian衍生产品。Rusbitech与Linux基金會有合作关系。它也是文檔基金會咨询委员会的一员，但因乌克兰危机于2022年2月26日被暂停资格。

## 采用
付费的特别版被俄罗斯的众多国家级机构所采用。尤其是，它也被用于俄罗斯国家国防控制中心。
克里米亞共和國正在讨论是否在众多国家级机构中大规模使用Astra Linux——由于乌克兰危机期间的国际制裁，该国可能难以合法使用其他流行的操作系统。
Rusbitech与华为亦有合作计划。 
2018年1月，消息称俄罗斯陆军的计算机将全面部署Astra Linux，微软Windows将被放弃。
2018年2月，Rusbitech宣布已将Astra Linux移植到俄罗斯制造的Elbrus微处理器。
2019年2月，Astra Linux宣布被中国田湾核电站采用。
2019年开始，MIG品牌的“超级防护”平板電腦可搭载使用Astra Linux，因此该系统被预计也将可用于智能手机。
2019年，俄罗斯天然气工业股份公司宣布实施Astra Linux；2020年俄羅斯國家原子能公司及2021年初俄罗斯铁路公司也宣布了类似的消息。
2020年，Astra Linux的许可证销量超100万份，销售额达20亿卢布。
2021年，俄罗斯数家核电厂和俄羅斯國家原子能公司的子公司计划改用Astra Linux，共计15000名用户。

## 版本历史
| 版本 | 发布日期       | Linux内核 |
| ---- | -------------- | --------- |
| 1.2  | 2011年10月28日 | 2.6.34    |
| 1.3  | 2013年4月26日  | 3.2.0     |
| 1.4  | 2014年12月19日 | 3.16.0    |
| 1.5  | 2016年4月8日   | 4.2.0     |
| 1.6  | 2018年10月12日 | 4.15.0    |
| 1.7  | 2021年10月22日 | 5.4       |

| 版本    | 发布日期       | Linux内核 |
| ------- | -------------- | --------- |
| 1.5     | 2009年底       | 2.6.31    |
| 1.6     | 2010年11月23日 | 不適用    |
| 1.7     | 2012年2月3日   | 2.6.34    |
| 1.9     | 2013年2月12日  | 3.2.0     |
| 1.10    | 2014年11月14日 | 3.16.0    |
| 1.11    | 2016年3月17日  | 4.2.0     |
| 2.12    | 2018年8月21日  | 4.15      |
| 2.12.29 | 2020年5月14日  | 4.15.3-2  |
| 2.12.40 | 2020年12月29日 | 5.4       |
| 2.12.43 | 2021年9月8日   | 5.10      |